# Pyrrosia longifolia
 (juillet 2024).
Espèce
Pyrrosia longifolia est une espèce de fougères de la famille des Polypodiaceae.

## Description
Pyrrosia longifolia est une espèce de fougères épiphytes.

## Habitat et répartition
Pyrrosia longifolia pousse principalement dans le biome tropical humide. Son aire de répartition indigène s'étend de la Chine (Yunnan) à l'Indochine et au Pacifique Sud. Elle est présente dans le Sud-Est asiatique, la région du Pacifique et l'Australie,,,. 

## Systématique
Le nom correct complet (avec auteur) de ce taxon est Pyrrosia longifolia (Burm.f.) C.V.Morton.   
L'espèce a été initialement classée dans le genre Acrostichum sous le basionyme Acrostichum longifolium Burm.f..
Pyrrosia longifolia a pour synonymes :
- Acrostichum bicolor Cav.
- Acrostichum longifolium Burm.fil.
- Candollea longifolia (Burm.fil.) Mirb.
- Cyclophorus acrostichoides f. carnosa Alderw.
- Cyclophorus acrostichoides var. backeri Alderw.
- Cyclophorus acrostichoides var. fissus (Blume) Bonap.
- Cyclophorus acrostichoides var. gracilis Copel.
- Cyclophorus acrostichoides (G.Forst.) C.Presl
- Cyclophorus cinnamomeus Alderw.
- Cyclophorus induratus Christ
- Cyclophorus longifolius (Burm.fil.) Desv.
- Cyclophorus macropodus (Baker) C.Chr.
- Cyclophorus scolopendrium Desv.
- Cyclophorus valleculosus Alderw.
- Gyrosorium fissum (Blume) C.Presl
- Niphobolus acrostichoides (G.Forst.) Bedd.
- Niphobolus fissus Blume
- Niphobolus longifolius (Burm.fil.) Spreng.
- Niphobolus puberulus Blume
- Niphobolus scolopendrium (Desv.) T.Moore
- Polypodium acrostichoides G.Forst.
- Polypodium furfuraceum Wall.
- Polypodium macropodum Baker
- Pyrrosia acrostichoides (G.Forst.) Ching
- Pyrrosia coccideisquamata Gilli
- Pyrrosia fissa (Blume) Mehra
- Pyrrosia macropoda (Baker) Ching